# 中国保险监督管理委员会
中国保险监督管理委员会（英語：China Insurance Regulatory Commission, CIRC），简称中国保监会，是已撤销的中华人民共和国国务院直属事业单位，负责监督管理保险市场。

## 沿革
过去，保险业由中国人民银行非银行管理司保险处负责监管。1995年《中华人民共和国保险法》颁布后，中国人民银行内部机构调整，于当年7月设立保险司负责监管保险业。中国人民银行省级分行设立保险科，省以下分支行配备专职保险监管人员。
1998年11月18日，中国保险监督管理委员会（简称中国保监会）成立，是国务院直属事业单位。根据国务院授权履行行政管理职能，依照法律、法规统一监督管理全国保险市场，维护保险业的合法、稳健运行。2003年，国务院决定将中国保监会由国务院直属副部级事业单位改为国务院直属正部级事业单位，并相应增加职能部门、派出机构和人员编制。
2018年3月17日第十三届全国人民代表大会第一次会议通过《第十三届全国人民代表大会第一次会议关于国务院机构改革方案的决定》，批准《国务院机构改革方案》。方案规定：“组建中国银行保险监督管理委员会。将中国银行业监督管理委员会和中国保险监督管理委员会的职责整合，组建中国银行保险监督管理委员会，作为国务院直属事业单位。将中国银行业监督管理委员会和中国保险监督管理委员会拟订银行业、保险业重要法律法规草案和审慎监管基本制度的职责划入中国人民银行。不再保留中国银行业监督管理委员会、中国保险监督管理委员会。”
2018年11月26日，国家事业单位登记管理局发布通知，注销中国保险监督管理委员会的事业单位登记。

## 职责
1. 拟定保险业发展的方针政策，制定行业发展战略和规划；起草保险业监管的法律、法规；制定业内规章。
2. 审批保险公司及其分支机构、保险集团公司、保险控股公司的设立；会同有关部门审批保险资产管理公司的设立；审批境外保险机构代表处的设立；审批保险代理公司、保险经纪公司、保险公估公司等保险中介机构及其分支机构的设立；审批境内保险机构和非保险机构在境外设立保险机构；审批保险机构的合并、分立、变更、解散，决定接管和指定接受；参与、组织保险公司的破产、清算。
3. 审查、认定各类保险机构高级管理人员的任职资格；制定保险从业人员的基本资格标准。
4. 审批关系社会公众利益的保险险种、依法实行强制保险的险种和新开发的人寿保险险种等的保险条款和保险费率，对其他保险险种的保险条款和保险费率实施备案管理。
5. 依法监管保险公司的偿付能力和市场行为；负责保险保障基金的管理，监管保险保证金；根据法律和国家对保险资金的运用政策，制定有关规章制度，依法对保险公司的资金运用进行监管。
6. 对政策性保险和强制保险进行业务监管；对专属自保、相互保险等组织形式和业务活动进行监管。归口管理保险行业协会、保险学会等行业社团组织。
7. 依法对保险机构和保险从业人员的不正当竞争等违法、违规行为以及对非保险机构经营或变相经营保险业务进行调查、处罚。
8. 依法对境内保险及非保险机构在境外设立的保险机构进行监管。
9. 制定保险行业信息化标准；建立保险风险评价、预警和监控体系，跟踪分析、监测、预测保险市场运行状况，负责统一编制全国保险业的数据、报表，并按照国家有关规定予以发布。
10. 承办国务院交办的其他事项[6]。

## 机构设置

### 内设部门
- 办公厅（党委办公室）：拟定会机关办公规章制度；组织协调机关日常办公；承担有关文件的起草、重要会议的组织、机要、文秘、信访、保密、信息综合、新闻发布、保卫等工作；拟订派出机构管理、协调工作的规章制度，负责派出机构工作落实情况检查和信息收集整理等工作；负责保险信访和投诉工作；承办会党委交办的有关工作。
- 发展改革部：拟订保险业的发展战略、行业规划和政策；会同有关部门拟订保险监管的方针政策及防范化解风险的措施；会同有关部门研究保险业改革发展有关重大问题，提出政策建议并组织实施；会同有关部门对保险市场整体运行情况进行分析；对保监会对外发布的重大政策进行把关；归口管理中资保险法人机构、保险资产管理公司等的市场准入和退出；负责规范保险公司的股权结构和法人治理结构，并对公司的重组、改制、上市等活动进行指导和监督；负责保监会对外重要业务工作与政策的协调。
- 政策研究室：负责保监会有关重要文件和文稿的起草；对保监会上报党中央、国务院的重要文件进行把关；研究国家大政方针在保险业的贯彻实施意见；研究宏观经济政策、相关行业政策和金融市场发展与保险业的互动关系；根据会领导指示，对有关问题进行调查研究；开展保险理论研究工作，负责指导和协调中国保险学会开展研究工作。
- 财务会计部（偿付能力监管部）：拟定保险企业和保险监管会计管理实施办法；建立保险公司偿付能力监管指标体系；编制保监会系统的年度财务预决算；审核机关、派出机构的财务预决算及收支活动并实施监督检查；审核会机关各部门业务规章中的有关财务规定。负责机关财务管理。拟定偿付能力监管标准及相关制度；制定加强偿付能力监管的措施并监督实施；监管保险保障基金使用情况。
- 保险消费者权益保护局：拟订保险消费者权益保护的规章制度及相关政策；研究保护保险消费者权益工作机制，会同有关部门研究协调保护保险消费者权益重大问题；接受保险消费者投诉和咨询，调查处理损害保险消费者权益事项；开展保险消费者教育及服务信息体系建设工作，发布消费者风险提示；指导开展行业诚信建设工作；督促保险机构加强对涉及保险消费者权益有关信息的披露等工作。
- 财产保险监管部（再保险监管部）：承办对财产保险公司、再保险公司的监管工作。拟定监管规章制度和财产保险精算制度；监控保险公司的资产质量和偿付能力；检查规范市场行为，查处违法违规行为；审核和备案管理财产保险条款和保险费率；审核财产保险公司、再保险公司的设立、变更、终止及业务范围；审查高级管理人员任职资格。
- 人身保险监管部：承办对人身保险公司的监管工作。拟定监管规章制度和人身保险精算制度；监控保险公司的资产质量和偿付能力；检查规范市场行为，查处违法违规行为；审核和备案管理保险条款和保险费率；审核保险公司的设立、变更、终止及业务范围；审查高级管理人员任职资格。
- 保险中介监管部：承办对保险中介机构的监管工作。拟定监管规章制度；检查规范保险中介机构的市场行为，查处违法违规行为；审核保险中介机构的设立、变更、终止及业务范围；审查高级管理人员的任职资格；制订保险中介从业人员基本资格标准。
- 保险资金运用监管部：承办对保险资金运用的监管工作。拟订监管规章制度；建立保险资金运用风险评价、预警和监控体系；查处违法违规行为；审核保险资金运用机构的设立、变更、终止及业务范围；审查高级管理人员任职资格；拟订保险保障基金管理使用办法，负责保险保障基金的征收与管理。
- 国际部（港澳台办公室）：承办中国保险监督管理委员会与有关国际组织、有关国家和地区监管机构和保险机构的联系及合作。负责中国保险监督管理委员会的外事管理工作；承办境外保险机构在境内设立保险机构，以及境内保险机构和非保险机构在境外设立保险机构及有关变更事宜的审核工作；承办境外保险机构在境内设立代表处的审核和管理事宜；对境内保险及非保险机构在境外设立的保险机构进行监管。
- 法规部：拟订有关保险监管规章制度；起草有关法律和行政法规，提出制定或修改的建议；审核会机关各部门草拟的监管规章；监督、协调有关法律法规的执行；开展保险法律咨询服务，组织法制教育和宣传；承办行政复议和行政应诉工作。
- 统计信息部：拟订保险行业统计制度，建立和维护保险行业数据库；负责统一编制全国保险业的数据、报表，抄送中国人民银行，并按照国家有关规定予以公布；负责保险机构统计数据的分析；拟订保险行业信息化标准，建立健全信息安全制度；负责保险行业信息化建设规划与实施；负责建立和维护偿付能力等业务监管信息系统；负责信息设备的建设和管理。
- 稽查局：负责拟订各类保险机构违法违规案件调查的规则；组织、协调保险业综合性检查和保险业重大案件调查；负责处理保险业非法集资等专项工作；配合中国人民银行组织实施保险业反洗钱案件检查；调查举报、投诉的违法违规问题，维护保险消费者合法权益；开展案件统计分析、稽查工作交流和考核评估工作。
- 人事教育部（党委组织部）：拟订会机关和派出机构人力资源管理的规章制度；承办会机关和派出机构及有关单位的人事管理工作；根据规定，负责有关保险机构领导班子和领导干部的日常管理工作；负责指导本系统党的组织建设和党员教育管理工作；负责会机关及本系统干部培训教育工作；会同有关部门提出对派出机构年度工作业绩的评估意见。
- 党委宣传部（党委统战群工部）：负责本系统党的思想建设和宣传工作；负责思想政治工作和精神文明建设；负责指导和协调本系统统战、群众和知识分子工作。
- 机关党委：负责会机关及在京直属单位的党群工作[1]。

### 直属事业单位
- 培训中心
- 机关服务中心[1]

### 派出机构
中国保监会在各省、自治区、直辖市、计划单列市共设有36个保监局，在苏州、烟台、汕头、温州、唐山市设有5个保监分局。中国保监会对派出机构实行垂直领导。派出机构统称“中国保险监督管理委员会某地监管局”，简称“某地保监局”。例如，中国保险监督管理委员会甘肃监管局，简称“甘肃保监局”。
- 中国保险监督管理委员会北京监管局
- 中国保险监督管理委员会天津监管局
- 中国保险监督管理委员会河北监管局
  - 中国保险监督管理委员会河北监管局唐山监管分局
- 中国保险监督管理委员会山西监管局
- 中国保险监督管理委员会内蒙古监管局
- 中国保险监督管理委员会辽宁监管局
- 中国保险监督管理委员会吉林监管局
- 中国保险监督管理委员会黑龙江监管局
- 中国保险监督管理委员会上海监管局
- 中国保险监督管理委员会江苏监管局
  - 中国保险监督管理委员会江苏监管局苏州监管分局
- 中国保险监督管理委员会浙江监管局
  - 中国保险监督管理委员会浙江监管局温州监管分局
- 中国保险监督管理委员会安徽监管局
- 中国保险监督管理委员会福建监管局
- 中国保险监督管理委员会江西监管局
- 中国保险监督管理委员会山东监管局
  - 中国保险监督管理委员会山东监管局烟台监管分局
- 中国保险监督管理委员会河南监管局
- 中国保险监督管理委员会湖北监管局
- 中国保险监督管理委员会湖南监管局
- 中国保险监督管理委员会广东监管局
  - 中国保险监督管理委员会广东监管局汕头监管分局
- 中国保险监督管理委员会广西监管局
- 中国保险监督管理委员会海南监管局
- 中国保险监督管理委员会重庆监管局
- 中国保险监督管理委员会四川监管局
- 中国保险监督管理委员会贵州监管局
- 中国保险监督管理委员会云南监管局
- 中国保险监督管理委员会西藏监管局
- 中国保险监督管理委员会陕西监管局
- 中国保险监督管理委员会甘肃监管局
- 中国保险监督管理委员会青海监管局
- 中国保险监督管理委员会宁夏监管局
- 中国保险监督管理委员会新疆监管局
- 中国保险监督管理委员会大连监管局
- 中国保险监督管理委员会宁波监管局
- 中国保险监督管理委员会厦门监管局
- 中国保险监督管理委员会青岛监管局
- 中国保险监督管理委员会深圳监管局

## 历任领导
| 主席 - 马永伟（1998年11月－2002年10月） - 吴定富（2002年10月－2011年10月） - 项俊波（2011年10月－2017年4月） 副主席 ...... - 陈文辉（2011年8月－2018年3月） - 黄洪（2013年11月－2018年3月） - 梁涛（2015年8月－2018年3月） 主席助理 - 陈文辉（2005年12月－2011年8月） - 黄洪（2012年9月－2013年11月） - 梁涛（2013年11月－2015年8月） | 党委书记 党委副书记 党委委员 - 陈文辉（2005年12月－2018年3月） - 黄洪（2012年9月－2018年3月） - 梁涛（2013年11月－2018年3月） - 林国耀（2017年9月－2018年3月，驻委纪检组组长） |

## 中央纪委驻中国保险监督管理委员会纪检组
| 组长 - 林国耀（2017年9月－2018年3月） 副组长 | 正局级纪律检查员 副局级纪律检查员 |